# Andersåna
Andersåna är en sjö i Årjängs kommun i Värmland och ingår i Göta älvs huvudavrinningsområde. Sjön är 15,8 meter djup, har en yta på 0,036 kvadratkilometer och är belägen 266 meter över havet.